# Liste des monuments historiques de Malines
Cette page regroupe l'ensemble des monuments classés de la ville belge de Malines regroupés en deux sous-pages :
- Page 1
- Page 2
- Page 3
- Page 4
- Page 5